# Aichryson divaricatum
Aichryson divaricatum là một loài thực vật có hoa trong họ Crassulaceae. Loài này được (Aiton) Praeger miêu tả khoa học đầu tiên năm 1932.